# Hälleskalla göl
Hälleskalla göl är en sjö i Nybro kommun i Småland och ingår i Snärjebäckens huvudavrinningsområde. Sjöns area är 0,024 kvadratkilometer och den är belägen 96 meter över havet.